# Libellula pontica
Libellula pontica – gatunek ważki z rodziny ważkowatych (Libellulidae).